# Castell de Montmany
El castell de Montmany, també conegut com a Castell dels Moros, del Prat o de la Rovira és una construcció defensiva del segle xi - XII actualment en ruïnes situat al terme municipal de Figaró-Montmany, a la comarca del Vallès Oriental. És en el territori de l'antic poble rural de Montmany de Puiggraciós.
És a la part occidental del terme, a prop del peu dels Cingles de Bertí, a llevant de la vila del Figueró. Situat en un turó dels contraforts septentrionals de la Serra de la Cospinera, és a migdia de les restes de la masia del Prat i a l'est-nord-est de la del Romaní, al nord-est de les de la Casa Blanca i de Cal Pèl-roig.
El 1949 va ser catalogat com a Bé Cultural d'Interès Nacional.

## Història
El castell de Montmany és documentat com a centre del terme de 1187 ençà, bé que devia existir de molt abans. Consta que en l'any 966 els marmessors del comte Mir assignaren a la seu barcelonina l'església de Sant Esteve de la Garriga, amb les esglésies pròpies, una de les quals era, segons hom creu, la de Sant Pau de Montmany. Els Santaeugènia, senyors del casal de Blancafort de la Garriga, en foren castlans de finals del segle xii ençà i tot el segle xiii. El castell consta en totes les transmissions de domini de la família Santaeugènia. L'alt domini era de la casa comtal o caserna del rei catalano-aragonès.

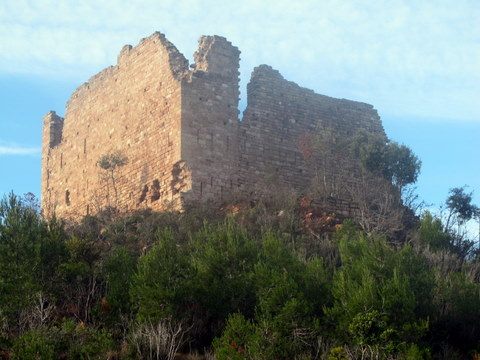
Murs espitllerats (gener 2010)

Cap al 1357 en Ramon I de Centelles l'adquireix, per lliure i franc alou de mans del rei Pere el Cerimoniós, el mer i mixt imperi i tota la jurisdicció alta i baixa dels castells de Montmany i de Gallifa de la vegueria del Vallès, amb els termes respectius, per 7.000 sous barcelonesos. D'aleshores ençà, el terme romangué propietat dels Centelles i resta unit fins al segle xvi a la baronia i després al comtat de Centelles, bé que tenia batlle propi.
Dels delmes i rèdits del castell de Montmany en benefici dels Centelles, n'hi ha força comprovants. Documentalment, veiem actuar els síndics del terme del castell. En els fogatjaments del segle xiv, el «Castell de Muntmany» hi surt esmentat. El 1379, el rector de Sant Pau de Montmany tenia «un cert benefici» en «una capella anomenada en el castell de Montmany». En l'any 1380, la jurisdicció de la Garriga fou venuda pel sobirà al seu conseller i majordom Eimeric de Centelles. L'any 1472 —any de la conclusió de la guerra contra Joan II— la possessió requeia, per vincles familiars, en Pere Galceran de Cruïlles. Hi ha esment que l'any 1519 els Centelles eren senyors de Montmany, amb tota la jurisdicció civil i la criminal, i que el terme de Montmany era de la baronia de Centelles.

## Arquitectura
És un edifici de planta quasi quadrada (16 x 15 m). Les parets més ben conservades són la de l'est, de 6,5 m d'alçada i la del sud, un xic més alta. El gruix dels murs és d'un metre aproximadament. La porta, de 170 cm d'amplada, s'obria al mig del mur oest. Hi devia haver un primer nivell, un primer pis d'uns 2,5 m, ambdós amb nombroses espitlleres i un tercer trespol, potser de coberta. Al centre de la construcció, una cambra de 4,55 x 6 m, potser servia com a cisterna. L'aparell constructiu del mur és de carreus desbastats, escairats i units amb morter de calç. Al costat de ponent, les restes d'un possible recinte exterior, aproximadament coetani de la construcció principal.
La fortificació, per característiques que recorden l'estructura interna d'algunes cases fortes de la baixa edat mitjana, es pot datar de finals del segle xi a ple segle xii.